# Магнітне поле Місяця

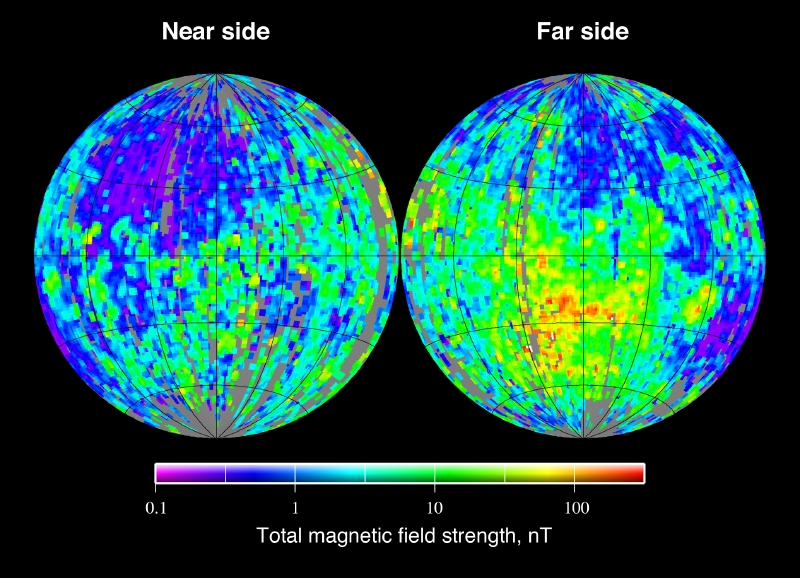
Загальна напруженість магнітного поля на поверхні Місяця, отримана в результаті експерименту з електронним рефлектометром Lunar Prospector.

Магнітне поле Місяця дуже слабке порівняно з полем Землі; головна відмінність полягає в тому, що Місяць зараз не має дипольного магнітного поля (як воно було б створене геодинамо в його ядрі), тому присутня намагніченість змінюється (див. малюнок), а походить воно майже повністю з кори; тому його важко порівняти у відсотках із Землею. Але один експеримент виявив, що місячні породи, утворені 1–2,5 мільярда років тому, були створені в полі близько 5 мікротесла (мкТл), у порівнянні з нинішніми 50 мкТл на Землі. Під час програми «Аполлон» було зроблено декілька вимірювань напруженості магнітного поля, починаючи від найнижчого 6 нТл на місці посадки "Аполлона-15 " до максимуму 0,31 мкТл на місці посадки «Аполлона-16».
Одна гіпотеза стверджує, що намагніченість кори утворилась на початку історії Місяця, коли геодинамо ще працювало. Аналіз намагніченого місячного каміння, доставленого на Землю астронавтами Аполлона, показав, що на Місяці мало бути сильне (понад 110 мкТл) магнітне поле принаймні 4,25 мільярда років тому, яке потім впало до рівня 20 мкТл у 3,6–3,1 мільярдів років до нашої ери. Невеликий розмір ядра Місяця, однак, є потенційною перешкодою для просування цієї гіпотези до статусу теорії. Проте було показано, що поодинокі силікатні зерна з магнітними включеннями з порід Аполлона, утворені 3,9, 3,6, 3,3 і 3,2 мільярда років тому, могли реєструвати сильні магнітні поля, але не зареєстрували. Це підтверджує альтернативну гіпотезу про те, що Місяць ніколи не мав довговічного динамо-ядра, що відповідає нестачі енергії, необхідної для підтримки поля.
Цілком можливо, що на безповітряному тілі, такому як Місяць, під час великих зіткнень можуть утворюватися перехідні магнітні поля. Зокрема, дослідження ударного скла Аполлона, пов'язаного з молодим кратером віком 2 мільйона років, виявило сильну намагніченість, порівнянну за силою з магнітним полем Землі. Ця намагніченість не могла виникнути в місячному ядрі, але натомість узгоджується з прогнозами полів, пов'язаних із ударною плазмою. Ці спостереження привели до гіпотези про те, що попередні звіти про високу напруженість палеополів із зразків Аполлона фіксують через удари, а не через динамо ядра. Важливо, що відсутність довготривалого місячного динамо та палеомагнітосфери мала дозволити 3He, воді та іншим летким ресурсам, отриманим із сонячних вітрів і магнітосфери Землі протягом приблизно 4 мільярдів років, накопичуватися в місячному ґрунті.
Було також відмічено, що найбільша намагніченість кори розташована поблизу антиподів гігантських ударних басейнів. Припускається, що таке явище може бути наслідком вільного розширення хмари плазми, створеної ударом, навколо Місяця в присутності навколишнього магнітного поля. Наприклад, космічний корабель Чандраян-1 склав карту «міні-магнітосфери» на антиподі Моря Криз на зворотному боці Місяця, використовуючи свій інструмент Sub-keV Atom Reflecting Analyzer (SARA). Міні-магнітосфера становить 360 км на поверхні й оточена 300-кілометровою областю посиленого потоку плазми, що є результатом сонячного вітру, що обтікає міні-магнітосферу.
З'являється все більше доказів того, що дрібні частинки місячного пилу можуть справді плавати, будучи виштовхнутими з поверхні Місяця за допомогою електростатичного відштовхування. Це може створити тимчасову нічну «атмосферу» пилу. Атмосфера місячного пилу також може зібратися в щось на зразок прозорого вітру. Плаваючий пил притягається різницею в глобальному накопиченні заряду і природним чином летить із сильно негативної нічної сторони на слабко негативну денну сторону. Цей ефект «пилової бурі» був би найсильнішим на термінаторі Місяця. Багато з цих деталей все ще є спекулятивними, але космічний корабель Lunar Prospector виявив зміни в напрузі на нічній стороні Місяця, яка стрибала від -200 В до -1000 В під час перетину магнітого хвоста. Подальші характеристики були зроблені орбітальним апаратом Lunar Atmosphere and Dust Environment Explorer наприкінці 2013 року.
Плазмовий шар є дуже динамічною структурою, яка перебуває в постійному русі, тому, коли Місяць обертається через магнітний хвіст, плазмовий шар може проходити через нього багато разів із перетинами, які тривають від хвилин до годин або навіть днів.

## У художній літературі
У серії «Космічна одіссея» Артура К. Кларка на Місяці поблизу кратера Тихо за допомогою його неприродно потужного магнітного поля знайдено моноліт, названий Магнітна аномалія Тихо 1 (TMA-1).